# Tris(pyrazolyl)borate

Structure de l'anion tris(pyrazolyl)borate.

L'anion tris(pyrazolyl)borate, noté Tp−, est un ligand organoboré tridentate de formule chimique [(C3H3N2)3BH]−. Les tris(pyrazolyl)borates forment une série de composés dérivés de celui-ci par substitution sur les cycles pyrazole et parfois appelés scorpionates,.

## Structure et préparation
Comme le suggère la mésomérie du composé, les atomes d'azote qui ne sont pas liés à l'atome de bore sont basiques. Ils peuvent se lier à trois sites de coordination adjacents d'un métal de sorte que l'adduit ait une symétrie C3v. L'interaction faciale des cycles pyrazole évoque les ligands cyclopentadiényle, bien que l'énergie de stabilisation du champ de ligand Tp− soit plus faible que celui du ligand Cp−, comme l'indique le fait que Tp2Fe soit un complexe à croisement de spin tandis que le fer du ferrocène Cp2Fe est bas spin.

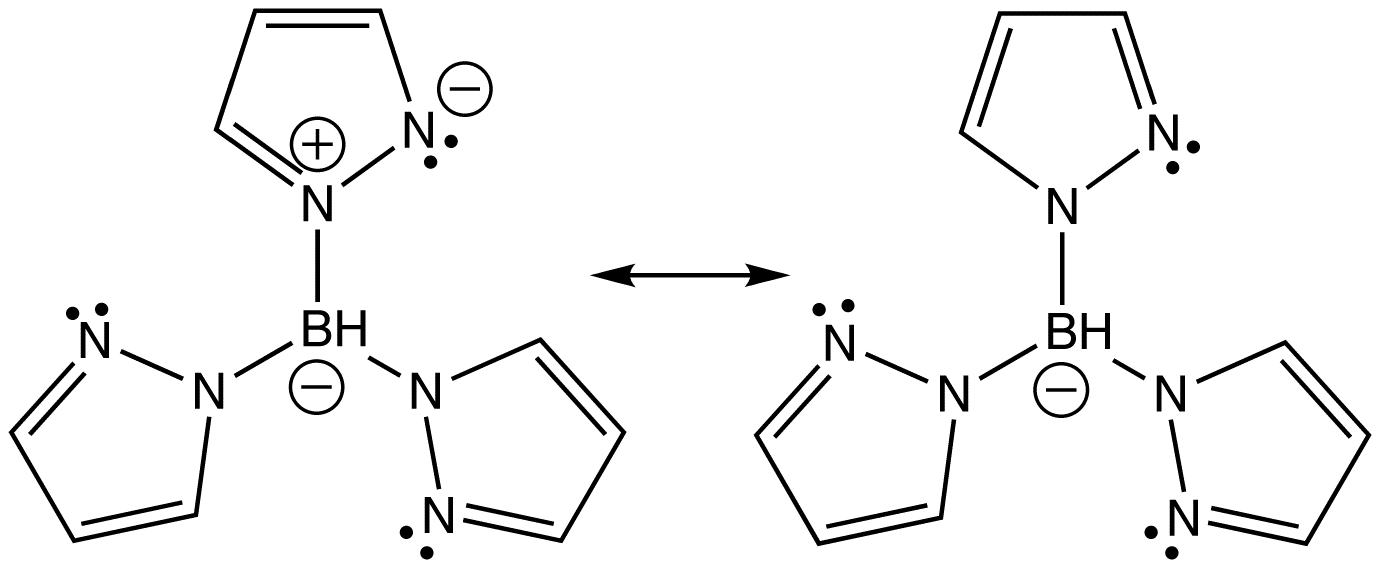
Mésomérie de l'anion tris(pyrazolyl)borate.

On prépare généralement le tris(pyrazolyl)borate en faisant réagir du pyrazole avec du borohydrure de potassium :
KBH4 + 3 C3H3N2H ⟶ K[(C3H3N2)3BH] + 3 H2.
Le mono(pyrazolyl)borate [C3H3N2BH3]− et le bis(pyrazolyl)borate [(C3H3N2)2BH2]− sont des intermédiaires de cette réaction. Le tris(pyrazolyl)borate de potassium KTp formé est un solide incolore qui fond vers 188 à 189 °C et est soluble dans les solvants polaires.
La condensation de pyrazoles 3-substitués avec le borohydrure donne les dérivés substitués de tris(pyrazolyl)borate correspondants. Le substituant force le bore vers l'atome d'azote le moins encombré. Ainsi, le 3-phénylpyrazole donne le [(PhC3H2N2)3BH]−, abrégé [TpPh]−, dans lequel les substituants phényle sont orientés à l'opposé du métal chélaté. De manière analogue, le 3-isopropylpyrazole donne le [(iPrC3H2N2)3BH]−, abrégé [TpiPr]−. Le 3,5-diméthylpyrazole (en) Me2C3HN2H donne le ligand hexaméthylé [(Me2C3HN2)3BH]− (en), parfois noté Tp* −. Les pyrazoles étant assez simples à préparer à partir de 1,3-dicétone (en), il est possible de produire un grand nombre de complexes de tris(pyrazolyl)borates substitués. On connaît notamment des dérivés avec des substituants perfluorés, chiraux ou fonctionnalisés.

## Réactions
Illustrant les modes de synthèse des complexes TpR−, MnBr(CO)5 et KTp réagissent de la manière suivante :
MnBr(CO)5 + KTp ⟶ TpMn(CO)3 + KBr + 2 CO.
On connaît des composés apparentés électroniquement, tels que CpMn(CO)3 et [(9-ane-S3)Mn(CO)3]+. Le complexe labile d'acétonitrile Mo(CO)3(MeCN)3 réagit avec KTp pour donner l'anion [TpMo(CO)3]−, qui peut être cristallisé sous la forme de son sel de tétraéthylammonium Et4N+ :
Mo(CO)3(CH3CN)3 + KTp ⟶ K[TpMo(CO)3] + 3 CH3CN.
La protonation, l'allylation et la nitrosylation de ce sel donnent les dérivés neutres correspondants d'hydrure, d'allyle et de nitrosyle.

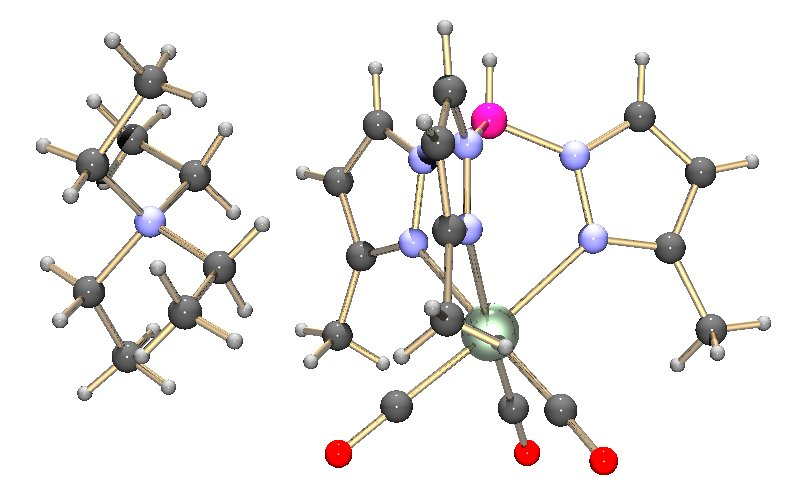
Complexe en tabouret de piano anionique [TpMeMo(CO)3]− avec son contre-ion [Et4N]+ à gauche.
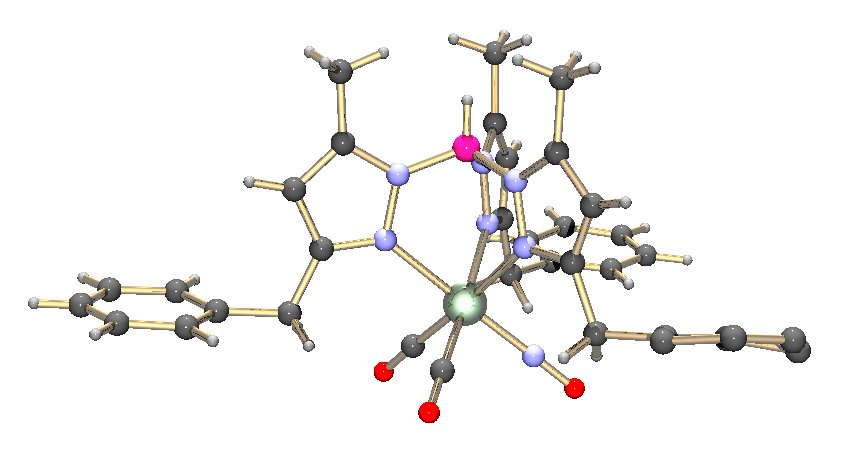
Complexe en tabouret de piano TpBn,MeMo(CO)2NO.

L'effet inductif des substituants sur les groupes pyrazolyle est illustré par les valeurs de νCO pour TpCF3CuCO (2 201 cm−1) et pour TpMeCuCO (2 137 cm−1).
Bien qu'ils n'aient pas d'application pratique, les composés de tris(pyrazolyl)borate ont été utilisés dans une variété de thèmes. En chimie bioinorganique, certains des premiers complexes de cuivre et de dioxygène cristallisables ont été obtenus à l'aide de ce type de ligands, y compris des exemples du mode de liaison Cu2(μ-η2:η2-O2). Des modèles pour l'hémérythrine, enzyme dont le site actif contient un centre de difer, et la xanthine oxydase, une métalloenzyme à molybdène, ont été étudiés : dans des complexes modèles de ce type, l'anion Tp− simule l'environnement de coordination fourni par trois ligands imidazole de résidus d'histidine dans les protéines.

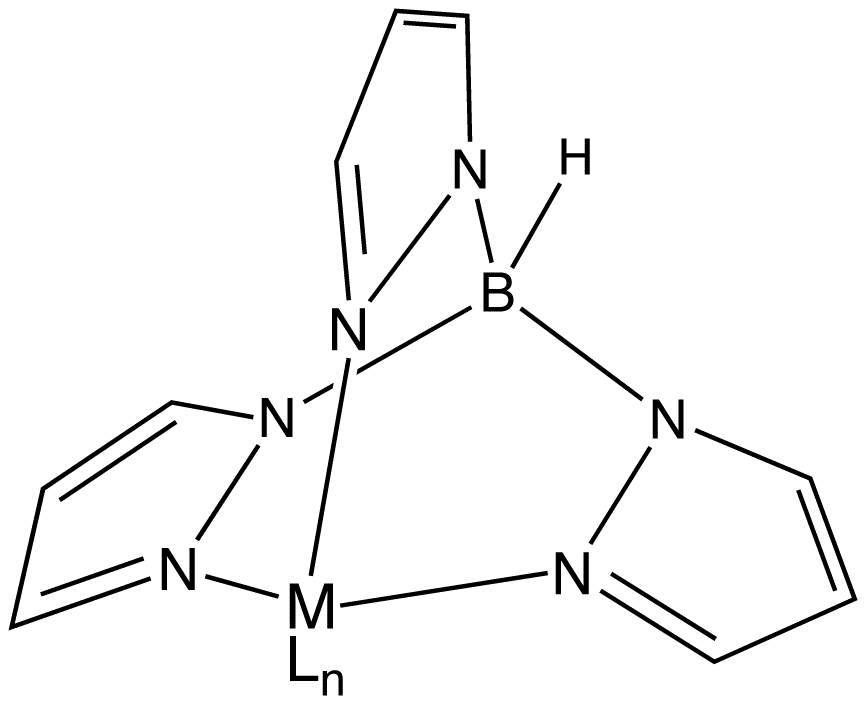
Géométrie idéalisée d'un centre métallique M, éventuellement lié à ses ligands Ln, lié aux trois pyrazoles du ligand Tp.